# Легостаєво (Новосибірська область)
Легостаєво (рос. Легостаево) — село в Іскітимському районі Новосибірської області Російської Федерації.
Входить до складу муніципального утворення Легостаєвська сільрада. Населення становить 1196 осіб (2010).

## Історія
Згідно із законом від 2 червня 2004 року органом місцевого самоврядування є Легостаєвська сільрада.

## Населення
| 2002 | 2007  | 2010  |
| ---- | ----- | ----- |
| 1494 | ↗1581 | ↘1196 |